# Gentiana recurvifolia
Gentiana recurvifolia är en gentianaväxtart som beskrevs av Van Royen. Gentiana recurvifolia ingår i släktet gentianor, och familjen gentianaväxter. Inga underarter finns listade i Catalogue of Life.